# 국도 제312호선 (중국)

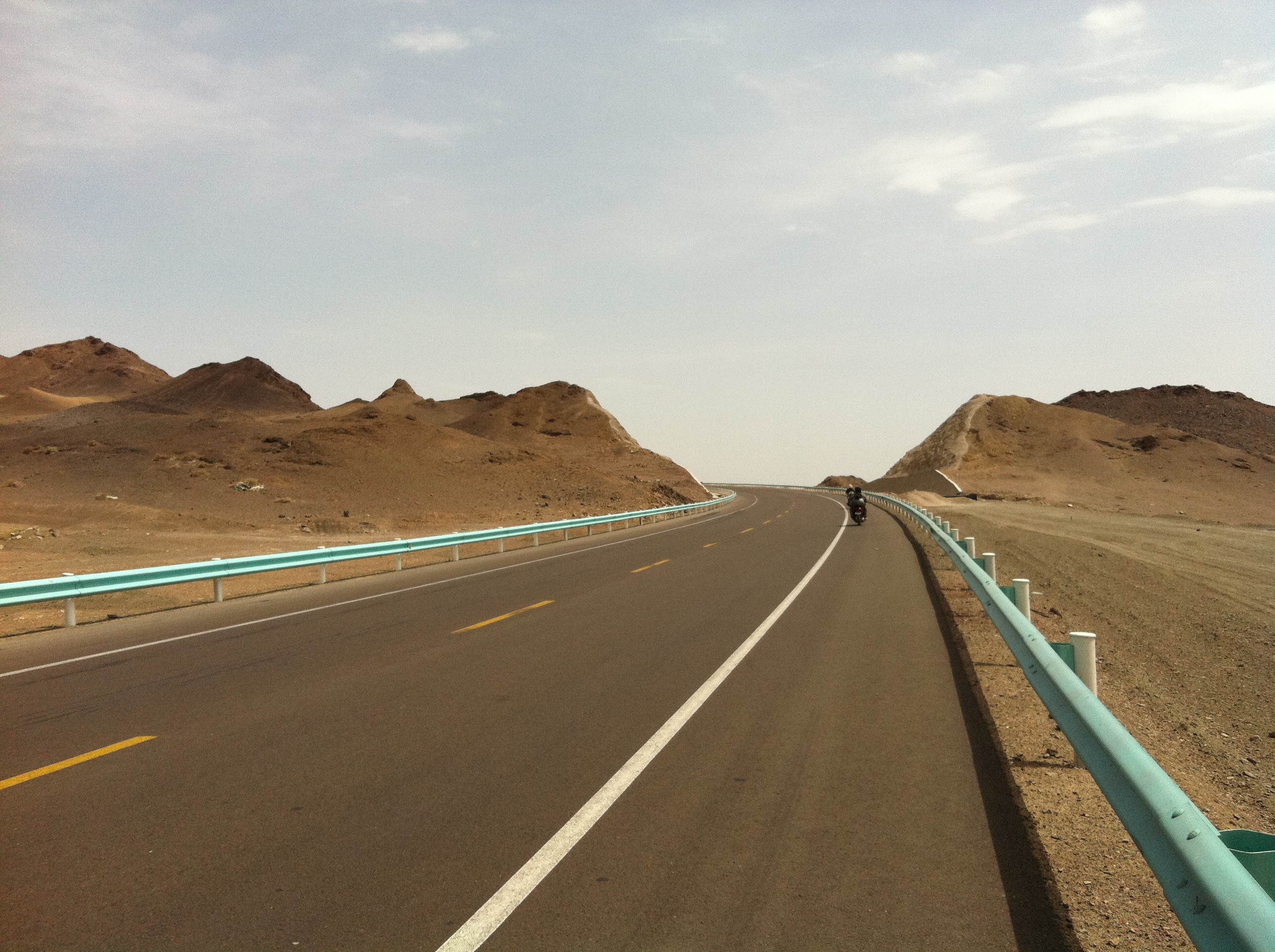
하미시를 통과하고 있는 G312 국도

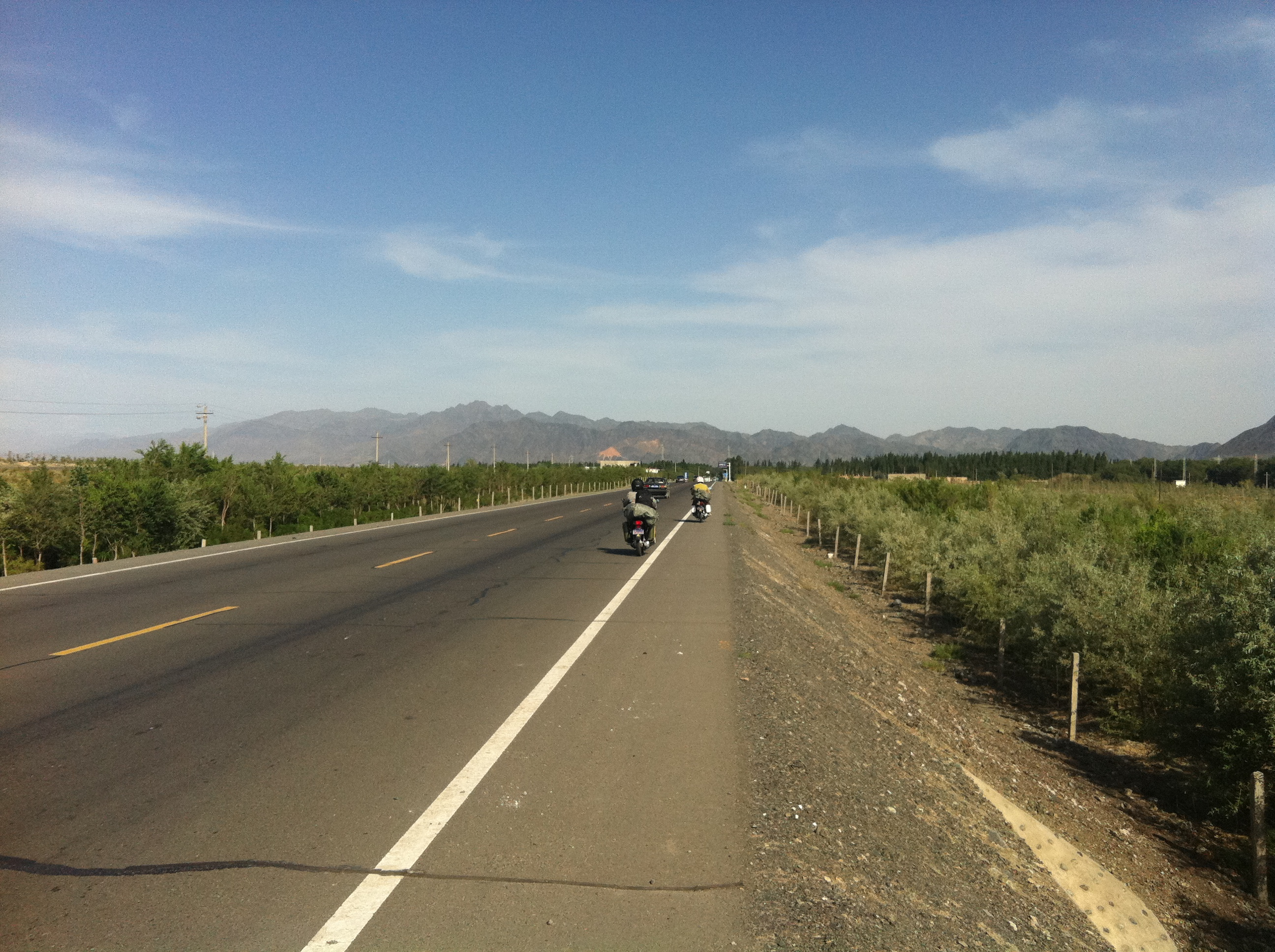
우루무치시를 통과하고 있는 G312 국도

중국 312번 국도(중국어: 312国道, G312)는 상하이시 런민 공원에서 신장 위구르 자치구 훠얼궈쓰시의 훠얼궈쓰 국경검문소까지 이어주는 중화인민공화국의 일반 국도로, 총 연장은 4,967 km이다. 그러나 이 국도는 중국판 미국 66번 국도이자 중국의 어머니 길(The Mother Road) 그리고 Route 312라고 부른다. 그 외에도 해당 국도는 일리강의 계곡을 건너 카자흐스탄의 국경까지도 맞닿아 있다. 주요 경유지로는 기점인 상하이에서 시작하여, 장쑤성, 안후이성, 허난성, 산시성, 간쑤성 등을 거쳐 신장 위구르 자치구까지 이어진다. 주요 경유지상 통과하는 주요 도시로는 상하이시 외의 다른 도시로는 쑤저우시, 우시시, 난징시, 허페이시, 신양시, 난양시, 시안시, 란저우시, 자위관시, 우루무치시 등이 있다.
또한 이 국도는 롭 기포드의 2007년 당시의 서적인 차이나 로드의 주제로 지어졌으며, 이는 동중국해에서 중앙아시아까지 G312의 전 구간을 여행하는 것을 묘사하였다.
다만, 중국 312번 국도는 후산 고속공로로 대체되었고 상하이와 훠얼궈쓰 등 양쪽 도시를 이어주는 주요 도로가 성립되었다.

## 주요 경유지
주요 경로 및 거리는 다음과 같다.
| 주요 경로 및 거리 |           |
| \| 도시 \| 거리 (km) \| \| ----------------------------- \| --------- \| \| 상하이시 \| 0 \| \| 장쑤성 쿤산시 \| 84 \| \| 장쑤성 쑤저우시 \| 124 \| \| 장쑤성 우시시 \| 185 \| \| 장쑤성 창저우시 \| 230 \| \| 장쑤성 단양시 \| 279 \| \| 장쑤성 전장시 \| 305 \| \| 장쑤성 난징시 \| 380 \| \| 안후이성 취안자오현 \| 453 \| \| 안후이성 페이둥현 \| 554 \| \| 안후이성 닝안시 \| 542 \| \| 안후이성 허페이시 \| 570 \| \| 안후이성 루안시 \| 649 \| \| 허난성 구스현 \| 768 \| \| 허난성 황촨현 \| 831 \| \| 허난성 스허구 \| 887 \| \| 허난성 신양시 \| 909 \| \| 허난성 퉁바이현 \| 987 \| \| 허난성 탕허현 \| 1057 \| \| 허난성 난양시 \| 1109 \| \| 허난성 전핑현 \| 1139 \| \| 허난성 네이샹현 \| 1177 \| \| 허난성 시샤현 \| 1227 \| \| 산시성 상난현 \| 1300 \| \| 산시성 단펑현 \| 1366 \| \| 산시성 상뤄시 \| 1419 \| \| 산시성 란톈현 \| 1507 \| \| 산시성 시안시 \| 1572 \| \| 산시성 셴양시 \| 1592 \| \| 산시성 리취안현 \| 1624 \| \| 산시성 첸현 \| 1642 \| \| 산시성 융서우현 \| 1666 \| \| 산시성 빈저우시 \| 1721 \| \| 산시성 창우현 \| 1761 \| \| 간쑤성 징촨현 \| 1809 \| \| 간쑤성 핑량시 \| 1879 \| \| 닝샤 후이족 자치구 룽더현 \| 1941 \| \| 간쑤성 징닝현 \| 1982 \| \| 간쑤성 후이닝현 \| 2088 \| \| 간쑤성 딩시시 \| 2167 \| \| 간쑤성 위중현 \| 2245 \| \| 간쑤성 란저우시 \| 2291 \| \| 간쑤성 융덩현 \| 2390 \| \| 간쑤성 톈주 티베트족 자치현 \| 2422 \| \| 간쑤성 구랑현 \| 2495 \| \| 간쑤성 우웨이시 \| 2554 \| \| 간쑤성 융창현 \| 2624 \| \| 간쑤성 산단현 \| 2730 \| \| 간쑤성 장예시 \| 2796 \| \| 간쑤성 린쩌현 \| 2836 \| \| 간쑤성 주취안시 \| 3017 \| \| 간쑤성 자위관시 \| 3039 \| \| 신장 위구르 자치구 하미시 \| 3679 \| \| 신장 위구르 자치구 산산현 \| 3995 \| \| 신장 위구르 자치구 투루판시 \| 4089 \| \| 신장 위구르 자치구 우루무치시 \| 4271 \| \| 신장 위구르 자치구 창지시 \| 4309 \| \| 신장 위구르 자치구 후투비현 \| 4342 \| \| 신장 위구르 자치구 마나쓰현 \| 4402 \| \| 신장 위구르 자치구 스허쯔시 \| 4418 \| \| 신장 위구르 자치구 사완시 \| 4452 \| \| 신장 위구르 자치구 우쑤시 \| 4522 \| \| 신장 위구르 자치구 징허현 \| 4681 \| \| 신장 위구르 자치구 훠청현 \| 4924 \| \| 신장 위구르 자치구 이닝시 \| 5000 \| |           |
| 도시 | 거리 (km) |
| 상하이시 | 0         |
| 장쑤성 쿤산시 | 84        |
| 장쑤성 쑤저우시 | 124       |
| 장쑤성 우시시 | 185       |
| 장쑤성 창저우시 | 230       |
| 장쑤성 단양시 | 279       |
| 장쑤성 전장시 | 305       |
| 장쑤성 난징시 | 380       |
| 안후이성 취안자오현 | 453       |
| 안후이성 페이둥현 | 554       |
| 안후이성 닝안시 | 542       |
| 안후이성 허페이시 | 570       |
| 안후이성 루안시 | 649       |
| 허난성 구스현 | 768       |
| 허난성 황촨현 | 831       |
| 허난성 스허구 | 887       |
| 허난성 신양시 | 909       |
| 허난성 퉁바이현 | 987       |
| 허난성 탕허현 | 1057      |
| 허난성 난양시 | 1109      |
| 허난성 전핑현 | 1139      |
| 허난성 네이샹현 | 1177      |
| 허난성 시샤현 | 1227      |
| 산시성 상난현 | 1300      |
| 산시성 단펑현 | 1366      |
| 산시성 상뤄시 | 1419      |
| 산시성 란톈현 | 1507      |
| 산시성 시안시 | 1572      |
| 산시성 셴양시 | 1592      |
| 산시성 리취안현 | 1624      |
| 산시성 첸현 | 1642      |
| 산시성 융서우현 | 1666      |
| 산시성 빈저우시 | 1721      |
| 산시성 창우현 | 1761      |
| 간쑤성 징촨현 | 1809      |
| 간쑤성 핑량시 | 1879      |
| 닝샤 후이족 자치구 룽더현 | 1941      |
| 간쑤성 징닝현 | 1982      |
| 간쑤성 후이닝현 | 2088      |
| 간쑤성 딩시시 | 2167      |
| 간쑤성 위중현 | 2245      |
| 간쑤성 란저우시 | 2291      |
| 간쑤성 융덩현 | 2390      |
| 간쑤성 톈주 티베트족 자치현 | 2422      |
| 간쑤성 구랑현 | 2495      |
| 간쑤성 우웨이시 | 2554      |
| 간쑤성 융창현 | 2624      |
| 간쑤성 산단현 | 2730      |
| 간쑤성 장예시 | 2796      |
| 간쑤성 린쩌현 | 2836      |
| 간쑤성 주취안시 | 3017      |
| 간쑤성 자위관시 | 3039      |
| 신장 위구르 자치구 하미시 | 3679      |
| 신장 위구르 자치구 산산현 | 3995      |
| 신장 위구르 자치구 투루판시 | 4089      |
| 신장 위구르 자치구 우루무치시 | 4271      |
| 신장 위구르 자치구 창지시 | 4309      |
| 신장 위구르 자치구 후투비현 | 4342      |
| 신장 위구르 자치구 마나쓰현 | 4402      |
| 신장 위구르 자치구 스허쯔시 | 4418      |
| 신장 위구르 자치구 사완시 | 4452      |
| 신장 위구르 자치구 우쑤시 | 4522      |
| 신장 위구르 자치구 징허현 | 4681      |
| 신장 위구르 자치구 훠청현 | 4924      |
| 신장 위구르 자치구 이닝시 | 5000      |

## 같이 보기
- 중화인민공화국의 일반 국도
- 국도 제66호선 (미국)